# M/S Pride of Telemark
M/S Pride of Telemark var ett fartyg som bland annat gick i trafik för Kystlink. Från början levererades fartyget till Stena Line tillsammans med systerfartyget M/S Stena Danica. Fartyget, som då hette Stena Jutlandica, gick tillsammans med systerfartyget på linjen Göteborg-Fredrikshamn fram till 1996. Efter två år i tjänst mellan Dover och Calais såldes hon 1998.

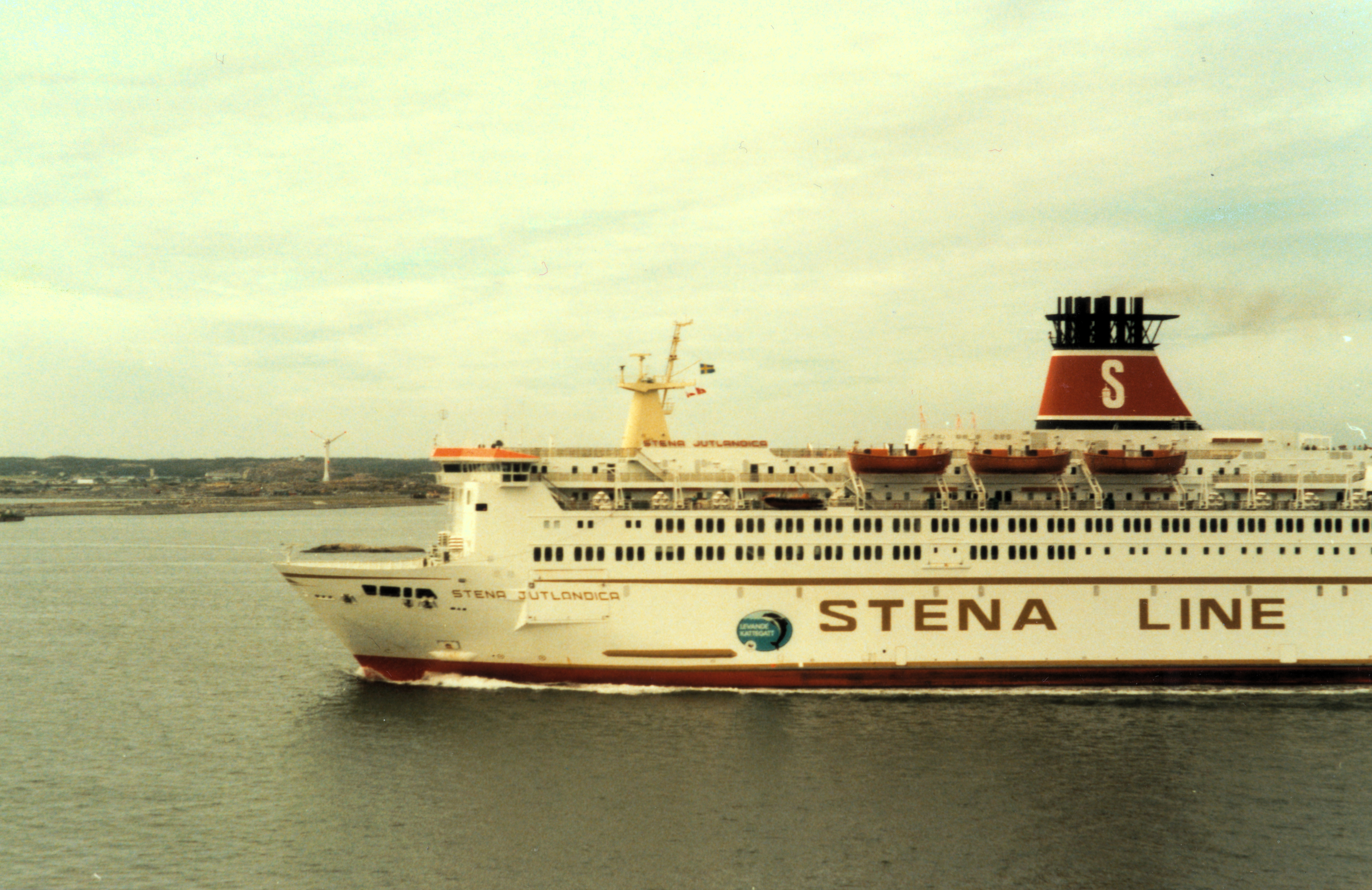
Stena Jutlandica cirka 1984

Till sist kom hon i norska Kystlinks ägo 2005. Hon gick där i trafik på linjerna Langesund-Hirtshals och Langesund-Strömstad. Efter en grundstötning i september 2007 ersattes fartyget, och det låg därefter still för reparationer. I augusti 2011 avgick Pride of Telemark till Alang i Indien för upphuggning